# Maksim Czeriedniak
Maksim Matwiejewicz Czeriedniak, ros. Макси́м Матвее́вич Чередня́к (ur. 1883 w Grodnie, zm. ?) – białoruski działacz anarchistyczny żydowskiego pochodzenia, członek ruchu machnowskiego i dowódca dniepropetrowskiego pułku piechoty.

## Życiorys
Czeriedniak urodził się w żydowskiej rodzinie w Grodnie w 1883. Z zawodu był fryzjerem. W latach 1904–1905 współpracował z białostockim anarchistą – Władimitem „Bezgłowym” Strigi; brał udział w akcjach terrorystycznych na terenach Białorusi i Polski. W latach 1907–1917 mieszkał w Ameryce i Francji, a po rewolucji rosyjskiej przeniósł się na Ukrainę. W 1917 zorganizował anarchistyczny oddział bojowy górników w Makiejewce, na czele którego brał udział w walkach z kozakami dońskimi i wojskami Cesarstwa Niemieckiego.
W grudniu 1918 oddział Czeriedniaka wziął udział w ofensywie Frontu Ukraińskiego, 2 stycznia 1919 wraz z oddziałem Partii Lewicowych Socjalistów-Rewolucjonistów Jurija Sablina, jako pierwsi wkroczyli do Charkowa. Kilka dni później oddział został rozbrojony na rozkaz Ukraińskiej Socjalistycznej Republiki Radzieckiej, a Czeriedniak aresztowany.
Po uwolnieniu wiosną 1919 przyłączył się do ruchu machnowskiego. Pełnił funkcję dowódcy pułku brygady Nestora Machno, następnie szefa wydziału formacji w sztabie brygady i szefa kontrwywiadu w Berdiańsku.
W czerwcu 1919 został schwytany przez Białych w Hulajpolu. Był torturowany, ale udało mu się uciec, a już w październiku tego samego roku centrala Machnowców wysłała oddziały Syrowatski i Czeriedniaka, aby zniszczyć tyły wojsk Antona Denikina.
W 1922 został aresztowany przez OGPU; 11 maja 1923 skazany na dwa lata zesłania do Narymu. Wraz z końcem zesłania wyemigrował za granicę, gdzie od 1930 został członkiem ruchu anarchistycznego.